# Aprikose von Nancy
Die Aprikose von Nancy (auch: Aprikose aus Nancy, Nancy-Aprikose) ist eine Aprikosensorte.

## Beschreibung
Der Baum wächst mäßig bis mittelstark, ist gesund und frosthart und sehr reichtragend. In feuchten Jahren besteht die Gefahr des Befalls durch Monilia.
Die Blüten sind regenunempfindlich. Allerdings erfrieren sie häufig bei Spätfrösten. Selbst im Weinbauklima des Maintals kommt es vor, dass man nur alle drei bis vier Jahre eine Ernte hat. 
Die Früchte sind mittelgroß bis groß und nicht sehr regenempfindlich. Ihre Schale ist sattgelb gefärbt, mit roter Backe, das Fleisch ist ockergelb, saftig, sehr aromatisch und gut steinlösend. Pflück- und Genussreife ist Ende Juli bis Anfang August. Die Früchte reifen folgend, wodurch man eine lange Erntezeit von zwei Wochen erreicht. Die ersten Blüten erscheinen von März bis April.